# Iván Burtovoy
Iván Burtovoy (ur. 15 grudnia 1992) – argentyński  zapaśnik walczący w obu stylach. Ósmy na igrzyskach panamerykańskich w 2015. Zajął siódme miejsce na mistrzostwach panamerykańskich w 2015. Srebrny medalista igrzysk Ameryki Południowej w 2014. Brązowy medalista mistrzostw Ameryki Południowej w 2012 i 2013. Mistrz Ameryki Płd. juniorów w judo w 2010 roku.